# 水田達巳
水田 達巳（みずた たつみ、1965年1月7日 - ）は、愛知県名古屋市出身の日本のポップシンガー。現在の居住地である東京都を拠点としながら積極的な音楽活動をしている。

## 人物
9歳の時、芸人の実父水田かかしよりギターを譲り受け夢中になる。いくつかのバンド活動の後　1994年日本クラウンよりシングル　「泣かんといてくれ」でデビュー。　
現在も、積極的なLIVE活動を行なっている。

## ディスコグラフィー

### シングル
- 『泣かんといてくれ　c/w愛してる』（1994年2月21日、日本クラウン・ANB系「こんにちは２時」のエンディングテーマ）
- 『DREAMROAD c/w雨の新御堂』（1994年10月21日、日本クラウン・昭和シェル石油「カーグラフィック・マイレッジ・マラソン」イベントテーマソング）
- 『この地球に生まれて C/Wセキセイインコと誕生日』（1995年2月21日、日本クラウン・ヤンマートラクターCF ソング）
- 『ONCE IN MY LIFE c/w 風邪をひいた夜』（1995年7月21日、日本クラウン）
- 『それがどうした c/wあるストリッパーへ捧げる詩』（1996年1月24日、日本クラウン）
- 『八月の雨 c/w　ガード下の落書き』（1996年8月21日、日本クラウン）
- 『言葉の翼』（2012年12月16日、MOG）

### アルバム
- 『この扉を開ける前に・・』（1995年7月21日、日本クラウン）
- 『星歌』（2001年2月1日、ラジオ日本「ニューススクランブル」エンディングテーマソング収録）

### 映像作品
- TATSUMI MIZUTA 20th Anniversary Special Live 2014』(2014.4.27)